# Tallholm, Esbo
Tallholm är en ö i Finland.   Den ligger i kommunen Esbo i den ekonomiska regionen  Helsingfors  och landskapet Nyland, i den södra delen av landet, 15 km väster om huvudstaden Helsingfors.
Terrängen på Tallholm är mycket platt.